# Blair Kinghorn

a Compétitions nationales et continentales officielles uniquement.

b Matchs officiels uniquement.
Dernière mise à jour le 4 août 2025.
Blair Simon Kinghorn, né le 18 janvier 1997 à Édimbourg (Écosse), est un joueur international écossais de rugby à XV évoluant aux postes d'arrière, de demi d'ouverture ou d'ailier au Stade toulousain depuis 2023.
Il remporte la Champions Cup et le Championnat de France en 2024 avec le Stade toulousain.

## Biographie

### Jeunesse et formation
Blair Kinghorn naît le 18 janvier 1997 à Édimbourg en Écosse. Vers l'âge de sept ou huit ans, il commence la pratique du rugby à XV au sein de son établissement scolaire de l'Edinburgh Academy.
Durant sa jeunesse, il pratique le football et intègre notamment l'Academy (centre de formation) du Heart of Midlothian Football Club en catégorie des moins de 13 et 14 ans,. Devant faire un choix entre le football et le rugby, il délaisse alors le football.
Sélectionné en équipe d'Écosse de jeunes, il représente tout d'abord les moins de 18 ans puis les moins de 20 ans. Au printemps 2015, Édimbourg Rugby lui offre l'opportunité de signer un contrat pour leur Academy, qui se transforme finalement en un contrat professionnel avant qu'il ne parte disputer le Championnat du monde junior 2015 avec l'équipe d'Écosse des moins de 20 ans. Durant la compétition, il découvre le poste d'arrière alors qu'il est demi d'ouverture de formation.

### Débuts à Édimbourg (2015-2023)
Au mois d'octobre 2015, Blair Kinghorn fait ses débuts professionnels à 18 ans avec Édimbourg Rugby contre les Zebre à Parme en tant que remplaçant. La semaine suivante, il connaît sa première titularisation, au poste d'arrière, sur le terrain du Connacht.
En 2018, il fait ses débuts internationaux avec le XV du Chardon dans le cadre du Tournoi des Six Nations.
Le 2 février 2019, lors de la première journée du Tournoi des Six Nations, il marque un triplé contre l'Italie. Il est le premier écossais à réussir cette performance dans le Tournoi depuis l'édition 1989.
En 2021, il devient le plus joueur à jouer 100 matchs avec Édimbourg Rugby, à l'âge de 24 ans et 117 jours, lors d'un match contre les Glasgow Warriors.
Le 16 août 2023, il fait partie de la liste définitive des 33 joueurs convoqués par Gregor Townsend pour disputer la Coupe du monde 2023.

### Transfert au Stade toulousain (depuis 2023)
Le 23 novembre 2023, il est annoncé que Blair Kinghorn rejoint la France et le Stade toulousain avec effet immédiat, pour pallier, notamment, le départ de Melvyn Jaminet vers le RC Toulon. Il s'engage pour une durée de trois ans. Il dispute le 9 décembre son premier match avec son nouveau club à l'occasion de la réception de Cardiff Rugby (52-7) en Champions Cup lors de laquelle il inscrit deux essais. Il est titularisé par Ugo Mola au poste d'arrière durant ses premiers matchs pendant que Thomas Ramos, l'arrière du XV de France, joue à l'ouverture. Au mois de janvier 2024, il est sélectionné pour le Tournoi des Six Nations. Le 25 mai 2024, il est titulaire avec le Stade toulousain en finale de la Champions Cup au Tottenham Hotspur Stadium de Londres face au Leinster. Les Toulousains s'imposent 31 à 22 après les prolongations face aux Irlandais et remportent ainsi le 6e titre du club dans la compétition. Un mois plus tard, il est de nouveau titulaire en finale du Top 14, organisée exceptionnellement au stade Vélodrome de Marseille, contre l'Union Bordeaux Bègles. Il est replacé sur l'aile gauche pour être associé à Thomas Ramos à l'arrière. Les Toulousains l'emportent 59 à 3, plus large score de l'histoire en finale du Championnat de France. En moins d'une saison, il s'est rapidement adapté et imposé dans sa nouvelle équipe malgré la forte concurrence. Durant la saison 2023-2024, son équipe n'a perdu aucun mach lorsqu'il a joué. À la fin de cette saison, il est élu dans l'équipe type du Top 14.
Début mai 2025, il est convoqué pour la tournée des Lions britanniques et irlandais en Australie. Le mois suivant, il gagne de nouveau la finale du Top 14 avec le Stade toulousain contre l'Union Bordeaux Bègles et fait le buzz en partageant sur internet une photo où lui et son coéquipier Jack Willis, tous deux en sous-vêtements, s'embrassent derrière le bouclier de Brennus. Il indique plus tard avoir voulu ainsi lutter contre l'homophobie.
Le 26 juillet suivant, il honore sa première sélection avec les Lions face à l'Australie. 

## Statistiques

### En club
| Saison                 | Saison                 | Championnat               | Championnat | Championnat | Championnat | Championnat | Championnat | Championnat | Compétitions EPCR  | Compétitions EPCR | Compétitions EPCR | Compétitions EPCR | Compétitions EPCR | Compétitions EPCR | Compétitions EPCR |
| Saison                 | Saison                 | Compétition               | M           | Pts         | Ess.        | Pén.        | Tr.         | Dp.         | Compétition        | M                 | Pts               | Ess.              | Pén.              | Tr.               | Dp.               |
| ---------------------- | ---------------------- | ------------------------- | ----------- | ----------- | ----------- | ----------- | ----------- | ----------- | ------------------ | ----------------- | ----------------- | ----------------- | ----------------- | ----------------- | ----------------- |
| 2015-2016              | Édimbourg Rugby        | Pro12                     | 14          | 22          | -           | 6           | 2           | -           | Challenge européen | 2                 | -                 | -                 | -                 | -                 | -                 |
| 2016-2017              | Édimbourg Rugby        | Pro12                     | 19          | 22          | 3           | 1           | 2           | -           | Challenge européen | 7                 | 12                | 2                 | -                 | 1                 | -                 |
| 2017-2018              | Édimbourg Rugby        | Pro14                     | 17          | 25          | 5           | -           | -           | -           | Challenge européen | 5                 | 44                | 4                 | -                 | 12                | -                 |
| 2018-2019              | Édimbourg Rugby        | Pro14                     | 7           | 10          | 2           | -           | -           | -           | Coupe d'Europe     | 6                 | 10                | 2                 | -                 | -                 | -                 |
| 2019-2020              | Édimbourg Rugby        | Pro14                     | 10          | 10          | 2           | -           | -           | -           | Challenge européen | 4                 | 13                | 2                 | 1                 | -                 | -                 |
| 2020-2021              | Édimbourg Rugby        | Pro14                     | 4           | 7           | 1           | -           | 1           | -           | Coupe d'Europe     | 3                 | 8                 | 1                 | 1                 | -                 | -                 |
| 2020-2021              | Édimbourg Rugby        | Pro14 Rainbow Cup         | 4           | 24          | 1           | 1           | 8           | -           | Coupe d'Europe     | 3                 | 8                 | 1                 | 1                 | -                 | -                 |
| 2021-2022              | Édimbourg Rugby        | United Rugby Championship | 13          | 59          | 6           | 3           | 10          | -           | Challenge européen | 4                 | 5                 | 1                 | -                 | -                 | -                 |
| 2022-2023              | Édimbourg Rugby        | United Rugby Championship | 10          | 24          | 2           | 2           | 4           | -           | Champions Cup      | 5                 | 24                | -                 | 4                 | 6                 | -                 |
| 2023-2024              | Édimbourg Rugby        | United Rugby Championship | 5           | 10          | 2           | -           | -           | -           | Challenge Cup      | -                 | -                 | -                 | -                 | -                 | -                 |
| Total Édimbourg Rugby  | Total Édimbourg Rugby  | Pro12/Pro14/URC           | 103         | 213         | 24          | 13          | 27          | 0           | Compétitions EPCR  | 36                | 116               | 12                | 6                 | 19                | 0                 |
| 2023-2024              | Stade toulousain       | Top 14                    | 6           | 32          | 3           | 1           | 7           | -           | Champions Cup      | 8                 | 59                | 4                 | 5                 | 12                | -                 |
| 2024-2025              | Stade toulousain       | Top 14                    | 16          | 32          | 3           | 3           | 4           | -           | Champions Cup      | 5                 | 10                | 2                 | -                 | -                 | -                 |
| Total Stade toulousain | Total Stade toulousain | Top 14                    | 22          | 64          | 6           | 4           | 11          | 0           | Champions Cup      | 13                | 69                | 6                 | 5                 | 12                | 0                 |
| Total                  | Total                  | Championnats              | 125         | 277         | 30          | 17          | 38          | 0           | Compétitions EPCR  | 49                | 185               | 18                | 11                | 31                | 0                 |

### En équipe nationale
- 60 sélections (41 fois titulaire, 19 fois remplaçant).
- 146 points (16 essais, 21 transformations, 8 pénalités).
- Sélections par année : 7 en 2018, 10 en 2019, 8 en 2020, 3 en 2021, 10 en 2022, 12 en 2023, 5 en 2024, 5 en 2025.
- Tournoi des Six Nations disputés : 2018, 2019, 2020, 2022, 2023, 2024 et 2025.

En Coupe du monde :
- 2019 : 2 sélections (Russie, Japon).
- 2023 : 4 sélections (Afrique du Sud, Tonga, Roumanie, Irlande).

## Palmarès

### En club
- Vainqueur de la Champions Cup en 2024 avec le Stade toulousain.
- Vainqueur du Championnat de France en 2024 et 2025 avec le Stade toulousain.

### Distinctions personnelles
- Membre de l'équipe type du Championnat de France en 2024.
- Membre de l'équipe type du Tournoi des Six Nations en 2025.